# Morten Wieghorst
Morten Wieghorst (* 25. Februar 1971 in Glostrup, Dänemark) ist ein ehemaliger dänischer Fußballspieler auf der Position eines Mittelfeldspielers und aktueller Fußballtrainer.

## Laufbahn
Wieghorst begann seine Karriere 1989 bei Lyngby BK, mit denen er 1990 den Landespokal gewann und 1992 dänischer Meister wurde. Danach wechselte er nach Schottland zum FC Dundee. Nach drei Jahren zog er weiter zum 35-maligen Meister Celtic Glasgow, bei dem er jedoch wegen Verletzungen in den ersten beiden Saisons kaum spielte. Seine erste Saison spielte er erst 1997/98 durch, als Celtic nach neun Jahren erstmals wieder Meister wurde.
2000 wurde bei Wieghorst das Guillain-Barré-Syndrom diagnostiziert, wodurch er ein Jahr nicht spielen konnte.
2002 kehrte er zurück nach Dänemark und wechselte zum Meister Brøndby IF, bei dem Michael Laudrup Trainer war. Wieghorst blieb verletzungsfrei und erzielte unter anderem vier Tore im Spiel gegen Farum BK; der Club wurde am Ende Pokalsieger und Wieghorst wurde zum Fußballer des Jahres in Dänemark gewählt. Danach verletzte er sich wiederum schwer und spielte erst 2005 wieder, als er mit seinem Team das Double gewinnen konnte. Im Sommer 2005 beendete er seine Karriere als Spieler.

### Nationalmannschaft
Wieghorst gab sein Debüt in der dänischen Fußballnationalmannschaft 1994 im Spiel gegen Finnland. Ein Jahr später gewann der mit dem Team den König-Fahd-Pokal in Saudi-Arabien. Er nahm an den Fußball-Weltmeisterschaften 1998 und 2002 sowie an der Euro 2000 teil. Insgesamt absolvierte er von 1994 bis 2004 30 Spiele und erzielte drei Tore.

## Laufbahn als Trainer

### FC Nordsjælland (2006–2011)
Nach seinem Karriereende wurde er Co-Trainer beim FC Nordsjælland, ein Jahr später Cheftrainer. Mit Nordsjælland wurde er 2010 und 2011 dänischer Pokalsieger.

### Dänemarks U-21 (2011–2013) und Swansea City
Ab dem 1. Juli 2011 war Wieghorst Trainer der Dänischen U-21 Nationalmannschaft. Dort ersetzte er Keld Bordinggaard, der nach der U-21-Fußball-Europameisterschaft 2011 zurückgetreten war. Anfang Februar 2013 wurde er Co-Trainer von Michael Laudrup beim englischen Erstligisten Swansea City. Sein Nachfolger bei der Dänischen U-21-Nationalmannschaft wurde Jess Thorup. Am 4. Februar 2014 wurden Wieghorst und Laudrup entlassen.

### Aarhus GF (2014–2015)
In der Saison 2014/15 unterschrieb Morten Wieghorst als Cheftrainer bei Aarhus GF, wobei er einen Dreijahresvertrag unterzeichnete. Nach einer Reihe schlechter Ergebnisse im Laufe der Saison 2015/16 wurde er mit 5. Dezember 2015 freigestellt und von seinen Aufgaben als Cheftrainer entbunden.

### Aalborg BK (2016–2018)
Am 15. Dezember 2016 wurde Wieghorst zum Trainer der Mannschaft von Aalborg BK berufen. Im November 2018 wurde er entlassen.

### Dänemark (seit 2020)
Im August 2020 begann Wieghorst als Co-Trainer der Dänischen Nationalmannschaft unter Kasper Hjulmand. Nach dessen Rücktritt 2024 wurde er zum Interimstrainer der Nationalelf berufen. Er kam nie dazu, die Mannschaft in einem Spiel zu betreuen, da er am 26. August 2024 krankheitsbedingt ausfiel und durch Lars Knudsen als Betreuer ersetzt wurde. Als Brian Riemer im Oktober 2024 zum neuen Cheftrainer der Nationalmannschaft ernannt wurde, kehrte Wieghorst aus dem Krankenstand auf seinen Posten als Assistenztrainer zurück.